# Mauro Mallorca
Mauro Matías Mallorca (Temperley, Provincia de Buenos Aires, Argentina, 25 de abril de 1996) es un futbolista argentino. Juega como mediocampista por derecha y su primer equipo fue Temperley. Actualmente milita en Von Bismark de la Copa Premier.

## Trayectoria

### Características
Su posición natural es de enganche, también puede desempeñarse como volante ofensivo y delantero. Le gusta tratar bien el balón y jugar por abajo. Es un enganche típico, de esos que hoy por hoy escasean. Sus referentes son Andrés D'Alessandro, Juan Román Riquelme y Sergio López (con pasado en Temperley). "Soy un diez, siempre jugué de enganche pero me tendré que acostumbrar y jugar en el puesto que me pidan", dijo el chico en declaraciones a Radio La Red luego de ser fichado por River Plate

### Sus primeros pasos
Comenzó sus aspiraciones futbolísticas a los 5 años, en "papi fútbol" en la ciudad de Temperley. Jugaba como mediocampista y delantero, pero un día se lesionó el arquero de su equipo y como ninguno de sus compañeros quiso ocupar el puesto, fue él el encargado de proteger la valla, dando grandes desempeños posteriormente en esa posición. Luego de 5 años, fue a probarse a Temperley donde su madre le pidió indefectiblemente que no jugara de arquero porque sufría mucho. Y así cumplió, destacándose más adelante en la posición de enganche.

### Divisiones inferiores
Mallorca hizo todas las divisiones inferiores en Temperley, donde alcanzó en 2011 el campeonato de la 8.ª división, siendo goleador y figura del equipo con 12 tantos. Ante estos buenos desempeños, fue sondeado por River a comienzos del 2012 y en mayo de ese mismo año Daniel Passarella ofreció 200 mil dólares por el 90% del pase. En ese momento, la oferta fue rechazada porque el club atravesaba una grave crisis por aprietes a opositores. Cuando asumió la nueva Comisión Directiva, se retomaron las negociaciones y se llegó a un acuerdo con el club de Nuñez.

### River Plate
En 2012 y con tan solo 16 años fue transferido a River Plate luego de que se efectuara la compra del 90% de su pase por 218 mil dólares convirtiéndose en la operación más alta en la historia del Club Gasolero por un jugador que no llegó a debutar en Primera, que se reservó el 10% de los derechos de una futura transferencia.

## Clubes
| Club          | País      | Año       |
| ------------- | --------- | --------- |
| Temperley     | Argentina | 2015      |
| Cambaceres    | Argentina | 2016-1017 |
| Fénix         | Argentina | 2017      |
| J. J. Urquiza | Argentina | 2018-2019 |
| Von Bismark   | Argentina | 2023      |